# Пытка вагины

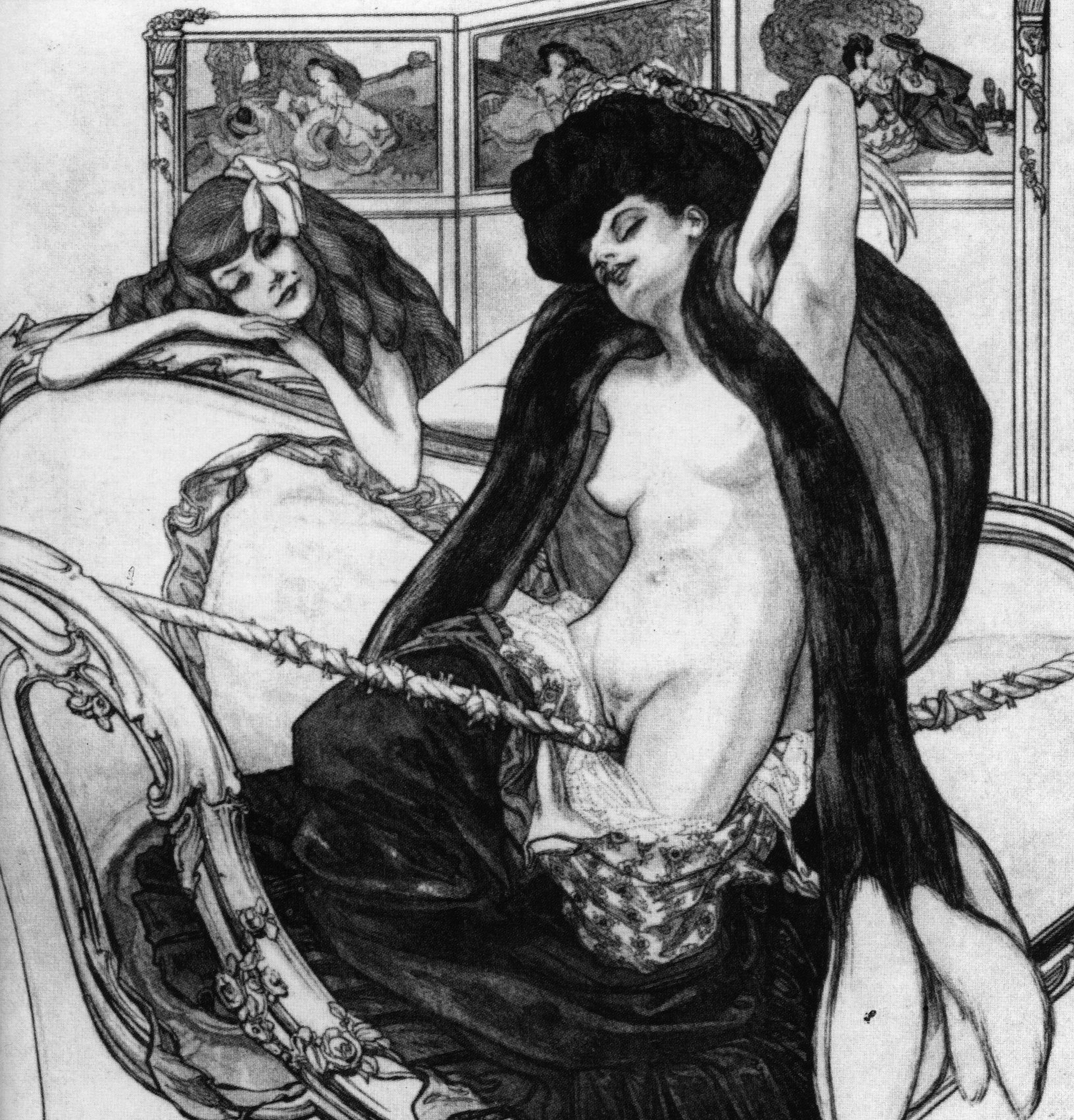
«Рисунки для влюбленных: сад Афродиты». Франц фон Байрос, 1907.

«Пытка» вагины — БДСМ-практика, при которой причиняется боль или давление на вульву или влагалище, обычно в контексте садомазохизма. В лёгкой форме нередко используется парами при обычном сексе (покусывание, пощипывание, похлопывание и т. д.), но с полным размахом применяется в БДСМ-культуре и считается извращением. Стимуляция вагины вызывает сексуальное возбуждение у женщины, во многих случаях даже если эта стимуляция болезненна. Способность терпеть такую боль и получать от неё удовольствие сильно различается у разных женщин. Стимуляция, которая вызвала бы лишь лёгкое ощущение в других частях тела, становится очень чувствительной, когда её применяют к вагине. Такая «пытка» сильно увеличивает приток крови к влагалищу и высвобождает эндорфины и гормоны. Некоторые методы таких игр весьма опасны, сопряжены со значительным риском для здоровья, поэтому в них применяются максимальные меры предосторожности. «Доминант», «пытающий» вагину, может быть любого пола.

## Методы
Существует несколько методов «пытки вагины».

### Игра с пирсингом и иглами
Некоторые женщины делают себе пирсинг половых губ или клитора. Если он сам по себе подходящего размера и формы, либо прикрепляя к пирсингу кольца достаточного размера, женщина даёт возможность «доминанту» тянуть и дёргать за них. Кольца для пирсинга могут быть соединены со шнурами, чтобы удерживать половые губы раздвинутыми, также их можно связать вместе для эротических пыток.
Несколькими иглами можно «сшить» большие половые губы вместе или наоборот удерживать их открытыми и растянутыми.

### Игра с воздействием
«Игра с воздействием» (ударная игра) в отношении вагины включает в себя удары, шлепки (ладонями или специальными лопаточками), флагелляцию (порка) или избиение палками. Также применяется распыление воды узкой струёй под высоким давлением, которое производит аналогичный эффект. Такие ощущения могут кому-то показаться приятными, поскольку эти удары увеличивают приток крови к вагине и вызывают ощущение покалывания.
См. также Игра с воздействием

### Зажим
В этой практике применяются специальные зажимы, специальные щипцы, либо бытовые прищепки для белья. Они прикрепляются к большим половым губам, клиторальному капюшону или основанию клитора, чтобы ограничить приток туда крови, а затем снимаются. Также возможно зажать малые половые губы, хотя они слишком узкие для многих типов зажимов. Для защемления клитора существует специализированный клиторальный зажим. Зажимы могут быть прикреплены к ремням или цепям, верёвочным жгутам для бондажа или подвязкам. Если у «пытаемой» проколоты соски, то к этому пирсингу можно привязать зажимы для половых губ. Эффект этой БДСМ-игры может быть усилен с помощью специальных утяжелённых зажимов или утяжелителей, прикреплённых к обычным зажимам. В этой практике нередко параллельно используются верёвки и наручники, надеваемые на запястья и/или лодыжки.
См. также Зажим для сосков

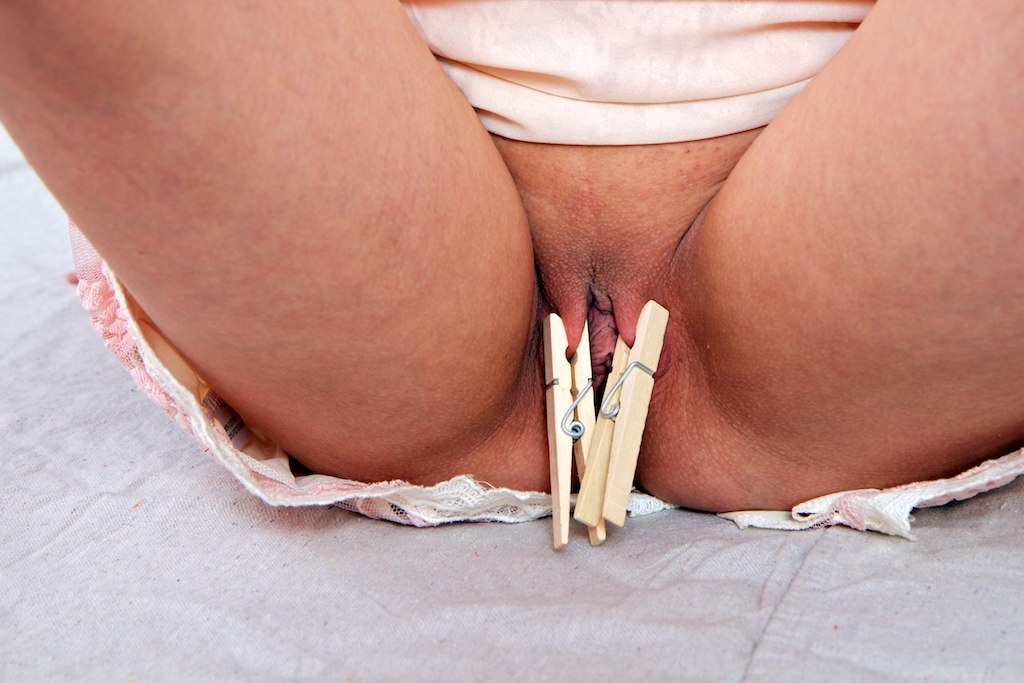
Прищепки на половых губах
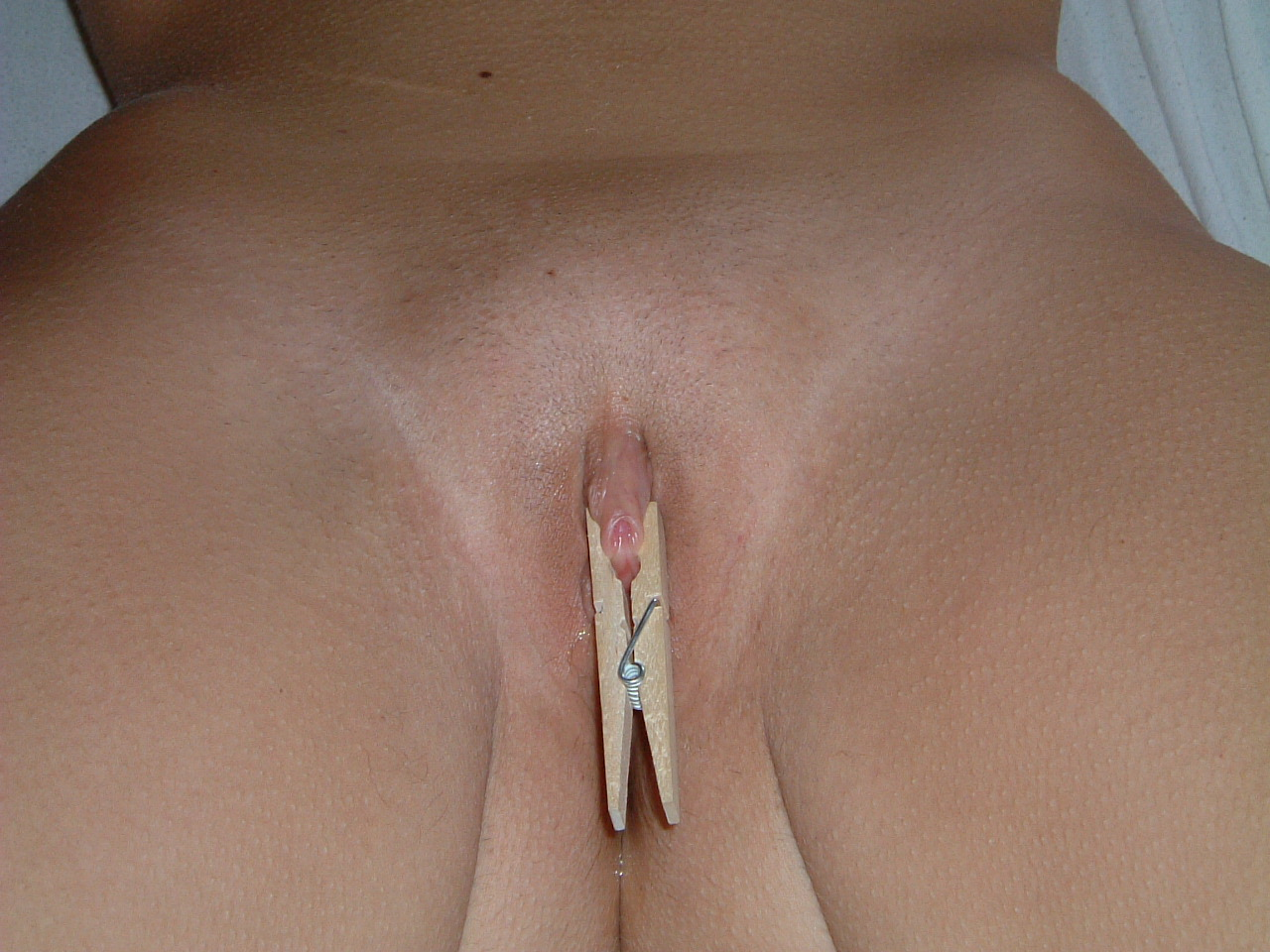
Прищепка на клиторе

### Игра с воском

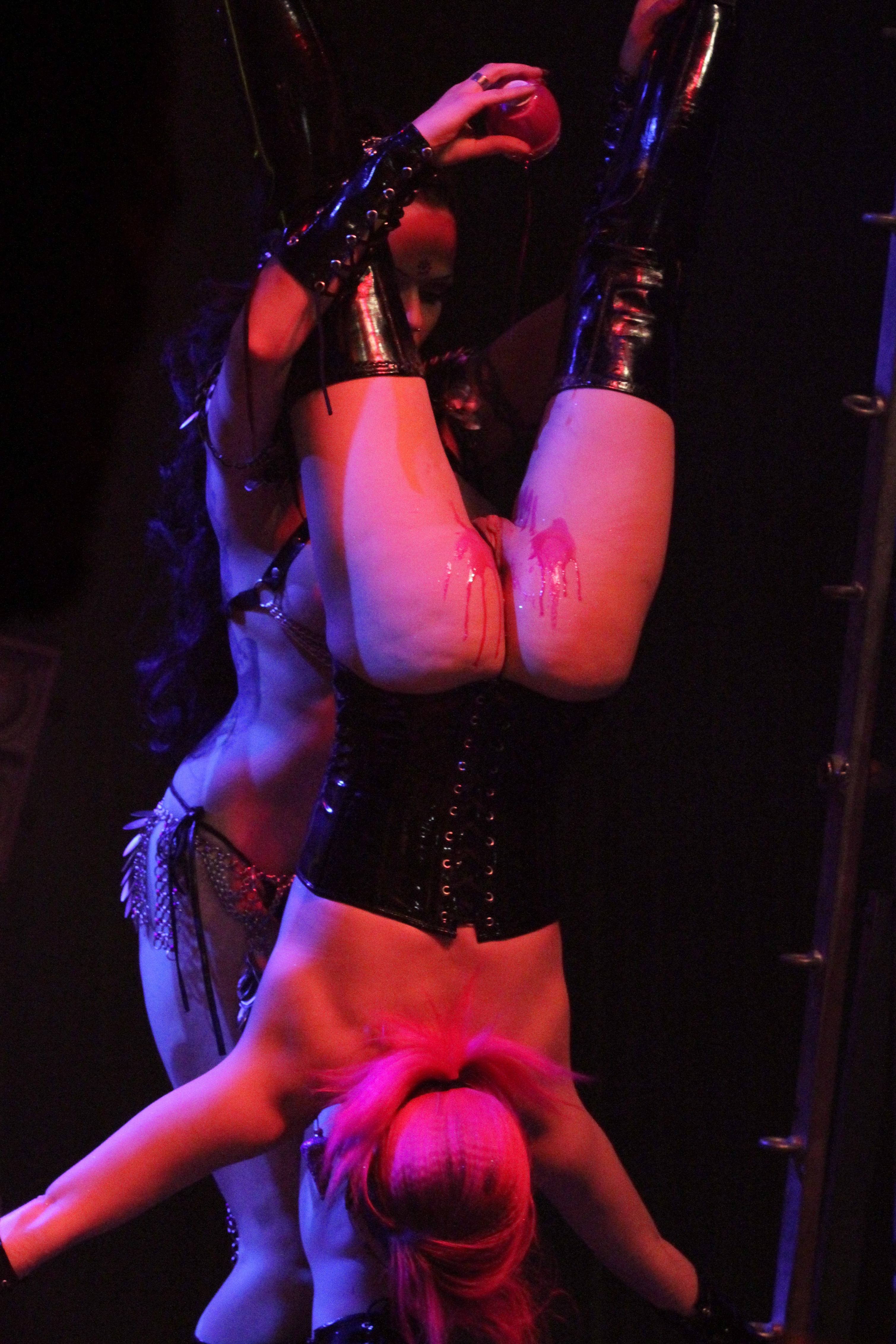
Женщине в Подвешенный бондаж капают расплавленным воском на вагину. Фестиваль Wave-Gotik-Treffen, Германия, 2014 год.

В этой практике женщине капают горячий свечной воск на половые губы и/или клитор. Чтобы упростить процедуру, иногда используются зажимы или другие специальные приспособления для удержания половых губ раскрытыми, в экстремальных случаях воск капают внутрь влагалища для более болезненных ощущений. Воск, предназначенный для таких БДСМ-игр, доступен в продаже, он безопаснее многих других видов воска. Эта техника сочетает эротическую пытку с так называемой «игрой ощущений».
См. также Игра с воском

### Верёвка в промежности

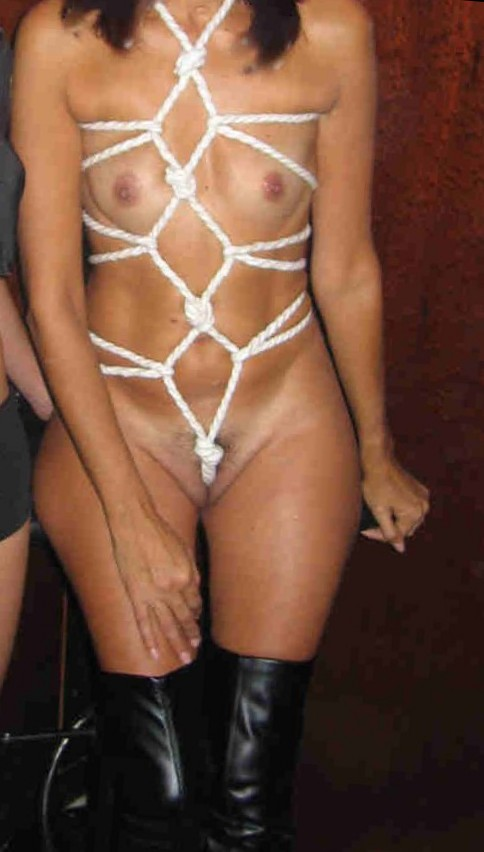

Женщину обвязывают верёвкой между ног, используя либо одну тугую линию, либо разделённую, состоящую из пары верёвок, проходящих по обе стороны от вагины. Первый вариант предназначен для стимуляции влагалища (собственно «пытка»), в то время как второй оставляет вульву открытой для дополнительных БДСМ-игр. Возможен вариант, сочетающий оба этих метода: используется верёвка для промежности, состоящая из двух разделённых линий — это позволяет удерживать каждую половую губу на месте с помощью пары верёвок, которые проходят по обе стороны от вагины и оказывают дополнительное давление.
Верёвку обычно закрепляют, обвязывая вокруг талии, но также её можно прикрепить к запястьям, локтям, лодыжкам или волосам «жертвы». «Доминант» может держать свободный конец верёвки для использования в качестве поводка или подвешивания к потолку. Также при этом во влагалище может быть вставлен вибратор, а в правильно завязанной точке узел может дополнительно стимулировать клитор. Иногда вместо верёвки используют цепи или кожаные ремни.
Верёвка в промежности также используется в такой БДСМ-забаве как «скачка на верёвке». Она натягивается горизонтально (один конец немного выше другого) и прикрепляется к двум жёстко зафиксированным объектам; или натягивается так, чтобы проходила между ног стоящей «жертвы». Понятно, что чем выше будет натянута верёвка, тем сильнее будет давление на вагину. Затем «доминант» перемещает верёвку, находящуюся в расщелине вульвы, взад-вперёд, «истирая» влагалище «жертвы».
См. также Позиции и методы бондажа

### Игра с вакуумом

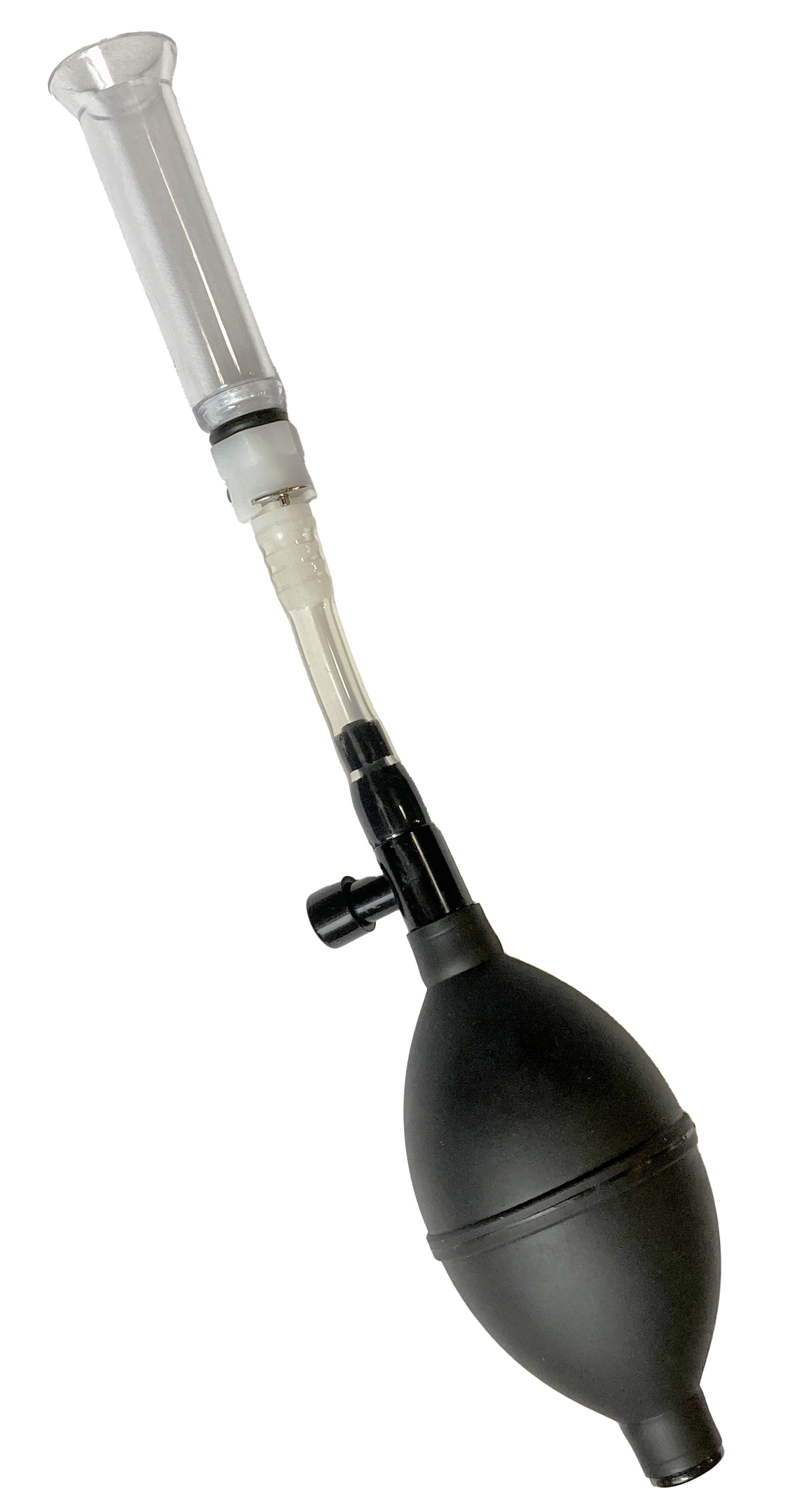
Клиторальная помпа

«Отсасывание» применяется к половым губам с помощью специальной «влагалищной помпы», или к клитору с помощью «клиторальной помпы». Эти приспособления сильно увеличивают приток крови к вовлечённым участкам, очень повышая их чувствительность. Если этих специальных помп нет, можно использовать так называемые эротические баночки, которые фактически являются обычными медицинскими банками, только меньшего размера. Использование таких баночек может не только вызвать боль, но и оставить синяки.

### Проникновение

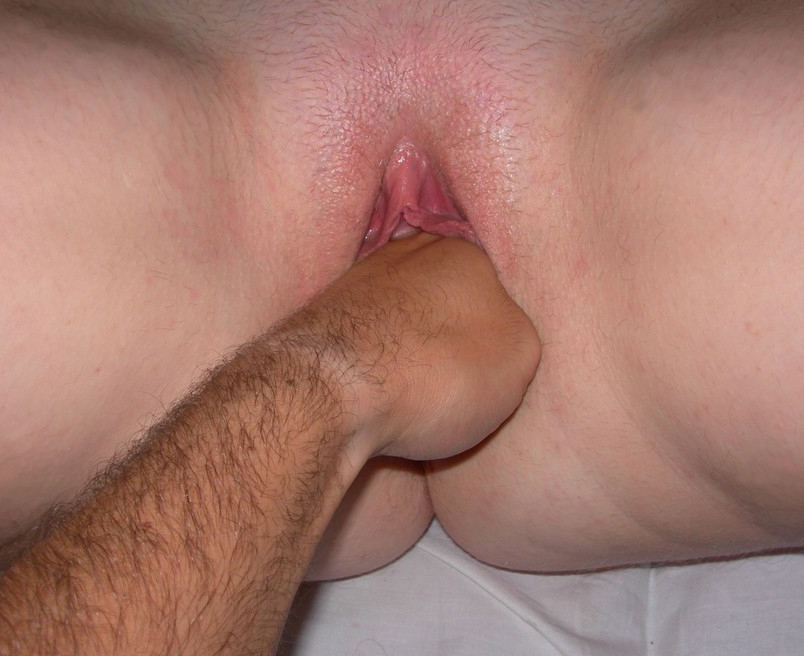
Фистинг

Один из способов «пытать» женщину — вставлять ей во влагалище крупные предметы, самый простой метод — несколько пальцев, кисть руки или кулак. Также для таких игр существуют специальные приспособления: большие фаллоимитаторы, вибраторы, «вагинальные крючки». О последнем: это изогнутый БДСМ-инструмент, обычно металлический, похожий на анальный крюк. Короткий конец вводится во влагалище, а длинный располагается вдоль средней линии тела. На длинном конце обычно имеется кольцо для крепления верёвки.
Также БДСМ-партнёры могут использовать фиггинг — введение во влагалище (либо в уретру) очищенного корня имбиря для получения ощущения жжения. Также имбирь можно прикладывать к клитору или втирать в половые губы. Кроме того, на влагалище или клитор могут наноситься специализированные вещества, такие как горячие бальзамы или соусы.

### Электростимуляция

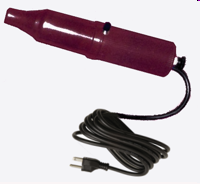
«Фиолетовая волшебная палочка»

Вагину можно «пытать» электричеством. Такая стимуляция применяется к женским гениталиям с помощью секс-игрушек, использующих электричество, таких как «фиолетовая волшебная палочка», TENS или других, специально предназначенных для вульвы.

### Принудительный оргазм

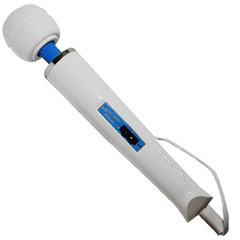
Hitachi Magic Wand

Принудительные оргазмы и эякуляцию у женщины можно вызвать с помощью вибратора, который зафиксирован так, что он непрерывно вибрирует на клиторе. Также «жертву» можно жёстко, без возможности пошевелиться, привязать к чему-либо, а «доминант» в таком случае работает своей рукой с вибратором. В БДСМ-культуре нередко встречаются видеоролики, в которых к бедру женщины привязан мощный «вибратор — волшебная палочка», такой как Hitachi Magic Wand, таким образом, что он вибрирует у её влагалища. Использование большого вибратора с интенсивными вибрациями может привести к сильным и болезненным оргазмам (указанный Hitachi Magic Wand весит 540 г и состоит из ручки длиной 30 см и прорезиненной головки диаметром 64 мм; его называют «Кадиллак вибраторов», «Роллс-Ройс вибраторов» и «мать всех вибраторов»). Боль вызывается тем, что стимуляция продолжается после достижения женщиной оргазма. Принудительные оргазмы иногда сочетаются с другими формами контроля оргазма, такими как его «отрицание» или «ограничение».
Также в этой практике используются такие устройства, как «яйца Йони» или вагинальные шарики. Кроме того, соответствующих результатов можно достичь, если долго сидеть на «сибианке», носить пояс верности со встроенным фаллоимитатором с вибрирующими или пульсирующими функциями, или использовать секс-машину.

### Другие методы

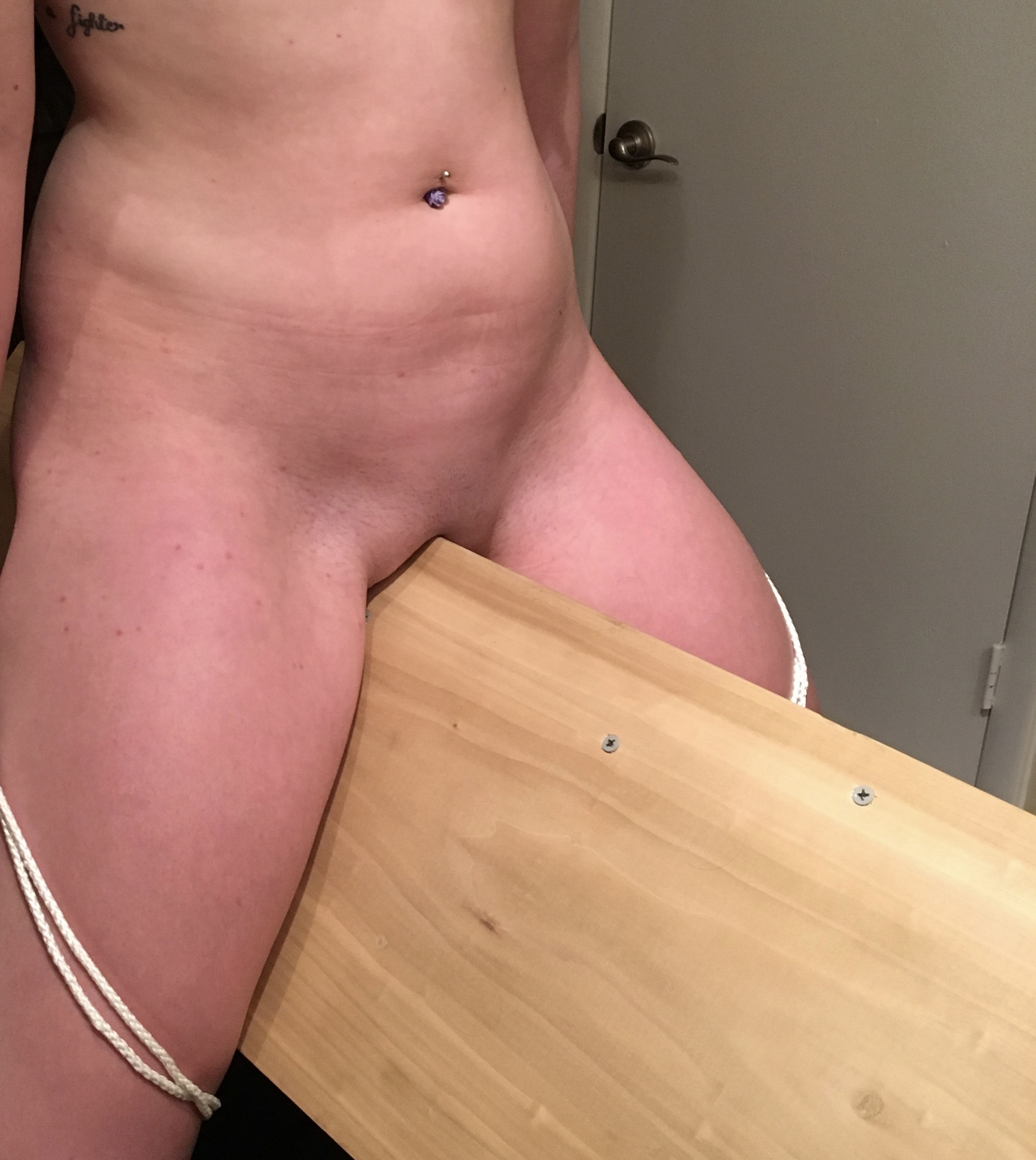
Женщина сидит на «Деревянная лошадка (приспособление)»

Влагалищное отверстие и половые губы могут быть сильно раздвинуты или растянуты. Это обычно делается вручную «доминантом» с помощью рук, но также для этой цели может быть использовано влагалищное зеркало, что приводит к «эротическому унижению», либо быть частью медицинского фетиша.
Вульву и половые губы можно тереть, кусать, сжимать или щипать до получения женщиной болезненных ощущений. По вагине можно водить колесом Вартенберга.
Продолжительное сидение на «деревянной лошадке» вызывает болезненные ощущения из-за давления собственной массой тела на влагалище и клитор. При этом женщину можно связать, чтобы она своими движениями не уменьшала болезненное давление, а также подвесить к её ногам грузы, чтобы увеличить давление и усилить боль.
«Доска для бабочек». Пенопластовая доска, имеющая отверстие в форме влагалища. «Доминант» протягивает половые губы «жертвы» сквозь это отверстие, прикрепляет сначала зажимами, а затем булавками. Затем рядом ставятся маленькие зажжённые свечи, воск с которых капает на половые губы и внутрь широко раскрытого влагалища.